# ژرژ سیمنون
ژرژ سیمنون (به فرانسوی: Georges Simenon) با نام اصلی ژرژ ژوزف کریستین سیمنون (به فرانسوی: George Joseph Chiristian Simenon) زاده ۱۳ فوریهٔ ۱۹۰۳ – درگذشته ۴ سپتامبر ۱۹۸۹) نویسنده بلژیکی بود. از وی که به خاطر نوشتن رمانهای پلیسی شناخته می‌شود نزدیک به ۵۰۰ رمان و شمار بسیاری آثار کوتاه منتشر شده‌است. سیمنون، پدیدآور شخصیت کارآگاه ژول مگره یکی از سرشناس‌ترین کارآگاه‌های ادبیات پلیسی جهان است.

## آغاز زندگی
ژرژ سیمنون در ۱۳ فوریه ۱۹۰۳ در شهر لیژ (Liége) بلژیک زاده شد. پدرش دزیره در یک شرکت بیمه، حسابدار بود. ژرژ در سال‌های ۱۹۰۸ تا ۱۹۱۴ در مدرسه سن آندره درس خواند و با آغاز جنگ جهانی اول در سال ۱۹۱۴ به کالج سن لویی رفت که دبیرستانی تحت نظارت ژزوئیت‌ها (انجمن عیسی) بود. تا پیش از ۱۹۱۸ به کارهای گوناگونی چون شاگردی در کتاب‌فروشی پرداخت. اما خیلی زود از آنجا اخراج شد. در ژانویه آن سال در پی بیماری پدرش ترک تحصیل کرد.

## گازت دو لیژ
در ۱۹۱۹ به واسطه آشنایی عمویش با سردبیر گازت دو لیژ (روزنامه لیژ) که یک روزنامه محافظه‌کار بود برای سه سال به عنوان خبرنگار محلی در آن روزنامه مشغول به کار شد. او در این روزنامه صاحب ستونی به نام "سگ‌های ولگرد" بود. این کار به او امکان داد با گروه‌های و طبقات مختلف مردم از جمله افرادی که در هتل‌های ارزان‌قیمت اقامت داشتند، وقتشان در مِیکَده‌ها سپری می‌شد و گهگاه گذارشان به اداره پلیس می‌افتاد سر و کار پیدا کند و با منش و رفتار آن‌ها به خوبی آشنا شود. این آشنایی زمانی که بعدها نویسندگی حرفه اصلی ژرژ شد بسیار به کار آمد. این کار به همراه خواندن داستان‌های پلیسی، سرشت نویسندگی او را رقم می‌زد.

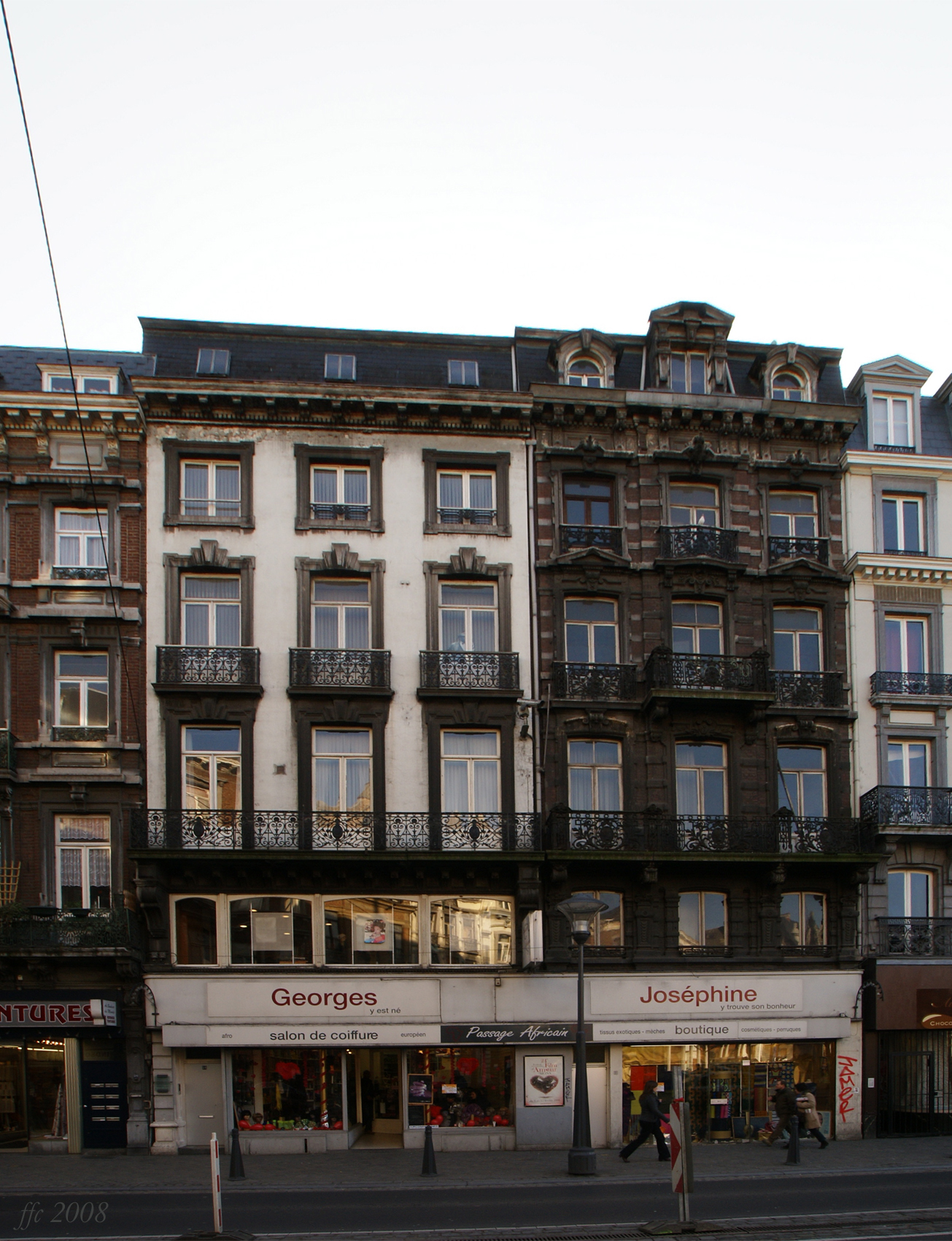
خانه‌ای که ژرژ سیمنون در سال ۱۹۰۳ در آن زاده شد.

کار در گازت دو لیژ که روزنامه‌ای پرتیراژ و عامه پسند بود باعث شد تا مهارت‌های تندنویسی و ویرایش سریع متون نوشتاری را به خوبی فرا بگیرد. عادت تندنویسی تا پایان کار حرفه‌ای با او ماند تا جاییکه که می‌توانست یک رمان کامل را تنها در سه ساعت بنویسد و آماده چاپ کند! در دوران کار در گازت دو لیژ بیش از ۱۵۰ مقاله با نام قلمی G.Sim نوشت و در فاصله سال‌های ۱۹۱۹ تا ۱۹۲۲ بیش از ۸۰۰ قطعه طنز با نام مسیو لکوک به چاپ رساند. نخستین رمان ژرژ سیمنون با نام بر پل آرش در ژوئن ۱۹۱۹ نوشته شد و در ۱۹۲۱ (میلادی) با نام مستعار G.Sim در همان گازت دو لیژ به چاپ رسید.

## منشی‌گری
پس از پایان سربازی با کمک پدرش، با یک نویسنده سوئیسی-فرانسوی به نام بینه-والمر در پاریس آشنا شد و به عنوان منشی، به استخدام او درآمد. در هنگام کار، بینه-والمر او را به مارکی دوتراسی معرفی کرد که یک ثروتمند فرانسوی با املاک بسیار در کشورهای دیگر بود. سیمنون برای اداره امور مارکی دوتراسی به عنوان منشی او استخدام شد و از این راه با چگونگی زندگی ثروتمندان آشنا شد. اما پس از مدت کوتاهی این کار را رها کرد و به پاریس بازگشت.

## نویسندگی
پس از بازگشت به پاریس، در یک نشریه طنز به نام Le Frou-frou مشغول به کار شد. اما پس از مدت کوتاهی این نشریه ورشکسته و تعطیل شد. پس از آن با اوژن مورل، روزنامه‌نگار چپ‌گرا و سردبیر پرتیراژترین نشریه طنز آن زمان فرانسه آشنا شد. اوژن مورل، سیمنون را به نوشتن رمان‌های عامه‌پسند تشویق می‌کرد. نخستین رمان سیمنون با نام رمان یک تایپیست در سال ۱۹۲۴ (میلادی) منتشر شد. سیمنون در آن دوران سفرهای زیادی به دیگر جاهای اروپا داشت.
سیمنون در سال ۱۹۳۰ (میلادی) شخصیت محبوب آثارش کارآگاه ژول مگره، برای نخستین بار در داستان کوتاهی که آن را به درخواست ژوزف کسل برای چاپ در مجله کارگاه نوشت. از آنجا که سیمنون در آغاز، بیشتر با نام مستعار نوشته‌های خود را منتشر می‌کرد زودتر از آن که شناخته شود پولدار شد.
سیمنون در خلال جنگ جهانی دوم در وانده می‌زیست و در همین دوران بود که با آندره ژید نویسنده نامدار فرانسوی آشنایی یافت. در ۱۹۴۵ (میلادی) پس از آن که گشتاپو به یهودی بودن وی شک برد از فرانسه اشغال شده گریخت و به ایالات متحده آمریکا رفت. دوران زندگی در آمریکا خلاقانه‌ترین دوران زندگی پربار سیمنون بود. در ۱۹۵۵ (میلادی) بار دیگر به اروپا بازگشت و نخست در فرانسه و سپس در سوئیس اقامت گزید. در ۱۹۷۲ عملاً داستان‌نویسی را کنار گذاشت و به نگارش زندگینامه خود پرداخت.

## مرگ
خودکشی دخترش "ماری ژو" در ۱۹۷۸ (میلادی) باعث شد تا سال‌های پایانی عمر را در اندوه و تنهایی سپری کند. در ۱۹۸۴ (میلادی) به علت تومور مغزی مورد عمل جراحی قرار گرفت و ظاهراً بهبود یافت. اما طی چند سال بعد، وضع جسمانی‌اش به وخامت گرائید و در شب ۴ سپتامبر ۱۹۸۹ در شهر لوزان سوئیس هنگامی که درخواب بود از دنیا رفت.
سیمنون یکی از پرکارترین نویسندگان سده ۲۰ (میلادی) بود. وی عادت داشت ساعت چهار صبح از خواب بیدار شود و شروع به نوشتن کند. این کار را تا ظهر ادامه می‌داد و بقیه روز را استراحت می‌کرد. به این ترتیب می‌توانست در هر روز ۶۰ تا ۸۰ صفحه مطلب بنویسد.

## محتوا
رمان‌های ژرژ سیمنون آمیزه‌ای از پرداخت استادانه و کالبدشکافی هوشمندانه روان انسان هاست. وی ترس‌ها، عقده‌های روانی، گرایش‌های ذهنی، و وابستگی‌هایی را توصیف می‌کند که در زیر نقاب زندگی معمولی و یک نواخت روزمره، پنهان هستند و ناگهان با انفجاری غیرمنتظره به خشونت و جنایت منجر می‌شود.

منتقدان ادبی، ژرژ سیمنون را صدای اکثریت خاموش و «یک نابغه ادبی سده ۱۹ (میلادی) می‌دانند که در شرایط آوارگی و غیرانسانی سده ۲۰ (میلادی) می‌زیست.

تمبر یادمان ژرژ سیمنون چاپ شده در فرانسه به سال ۱۹۹۴

## آثار
ژرژ سیمنون با نام اصلی خودش بیش از ۲۰۰ رمان، ۱۵۰ رمان کوتاه، یک سناریو برای باله، چندین جلد زندگی‌نامه (که نخستین آن‌ها با نام خاطرات خودمانی در ۱۹۸۱ (میلادی) منتشر شد)، و با ۲۷ نام مستعار، ۱۷۶ رمان، ده‌ها داستان کوتاه و مقاله، تنها برای کسب درآمد منتشر کرد. اما آوازه ژرژ سیمنون به واسطهٔ ۷۵ رمان و ۲۸ داستان کوتاهی است که کارآگاه ژول مگره قهرمان آنهاست. نخستین این رمان‌ها با نام مسافری که با ستاره شمال آمد (Pietr Le Letton) در سال ۱۹۳۱ (میلادی) و آخرین آن‌ها مگره و مسیو چارلز به چاپ رسیدند.
نوشته‌های ژرژ سیمنون به نزدیک به پنجاه زبان، برگردان شده‌اند.
- ۱۹۲۲ - ظرف میوه‌خوری ولرم
- ۱۹۲۴ - رمان یک تایپیست
- ۱۹۳۱ - مرحوم آقای گاله
- مگره می‌ترسد برگردان کاظم اسماعیلی
- سایه گیوتینبرگردان کاوه میرعباسی
- مگره و مرد خانه به دوشبرگردان کاظم اسماعیلی
- مرگ مرموز در کلیسای پرونده سنت فیاکر.
- هویت نامعلوم
- ۱۹۳۳ - خانه کانال
- ۱۹۳۶ - دختر خانم‌های کونکارنو
- ۱۹۳۸ - مردی که گذر قطارها را می‌نگریست
- ۱۹۴۰ - بیگانگان در خانه
- ۱۹۴۴ - تحقیقات تازه مگره
- ۱۹۴۵ - یادم می‌آید
- ۱۹۴۷ - برف کثیف بود
- ۱۹۴۸ - شجره‌نام
- ۱۹۵۰ - کرکره‌های بز
- ۱۹۵۶ - زمان بدبختی
- ۱۹۵۷ - دلواپسی‌های مگره برگردان عباس آگاهی
- تردید مگره برگردان عباس آگاهی
- مگره و شاهدان خاموش برگردان کاظم اسماعیلی
- شکیبایی مگره برگردان فرزاد فربد
- مگره از خود دفاع می‌کند برگردان عباس آگاهی
- کارآگاه در کاباره برگردان حسن پویان
- شبی در چهارراه برگردان کریم کشاورز
- دیوانه‌ای در شهر برگردان رامین آذر بهرام
- مسافری که با ستاره شمال آمد برگردان کاوه میرعباسی
- مشتری شنبه‌ها برگردان رامین آذر بهرام
- نامزدی آقای ایر برگردان عاطفه حبیبی

## آثار فیلم شده
تا هنگام مرگ ژرژ سیمنون در ۱۹۸۹ (میلادی) ۵۲ فیلم و ۱۳۴ تله‌فیلم بر پایهٔ نوشته‌های او ساخته شده بودند. استقبال بی‌نظیر دوستداران رمان کلاسیک پلیسی از آثار سیمنون، برای وی شهرتی بسزا و ثروتی کم‌نظیر به ارمغان آورد و با روی آوردن کارگردانان سرشناسی چون ژان دولانوا، برتران تاورنیه و ژان رنوار به آثار او، دوستداران سینما نیز به جمع طرفداران وی پیوستند. پیر رنوآر، چارلز لاتن، هری باور و ژان گابن در آثار متعددی که بر مبنای شخصیت مگره پدید آمد در نقش وی ظاهر شدند که در میان آنان ژان گابن در ایفای این نقش موفق تر بود.
«بازجویی در کافه تهران» نیز به قلم مهدی به‌پور و به سفارش سیما فیلم، تله‌فیلمی با اقتباس از کتاب «سایه گیوتین» نوشته ژرژ سیمنون است.